# Pasaporte de Extranjero Estonio
Pasaporte de extranjero estonio (en estonio: välismaalase pass) es un documento de viaje que el Cuerpo de Policía y Guardia Fronteriza del Ministerio del Interior puede expedir a una persona apátrida o de ciudadanía indefinida que resida en Estonia, y que también es utilizado como documento de identidad . Aproximadamente Estonia tiene entre 80.000 y 90.000 pasaportes de extranjeros.

## Historia
Tras su independencia en 1991, el gobierno estonio otorgó automáticamente la ciudadanía estonia a todas aquellas personas que residían en el país antes de su anexión por la Unión Soviética en 1940, así como a sus descendientes. Sin embargo, aquellos quienes no pudieran demostrarlo o llegaran después de 1940 y sus hijos nacidos en Estonia o en otro lugar podrían adquirir la ciudadanía estonia, con la condición de que dominaran el idioma estonio y conocieran la historia del país. Pero unas 125.000 personas (la mayoría, aunque no todas, hablaban ruso) que fallaron el test de nacionalidad o se negaron a realizarla pasaron a ser apátridas, o "no ciudadanos", que disponen de un pasaporte gris. Así, decenas de miles de personas optaron por los pasaportes rusos rojos propuestos por Moscú. Después de un cambio en la ley en 1995, todos los niños nacidos en Estonia después de 1992 pueden obtener la ciudadanía estonia bajo ciertas condiciones.

## Descripción del pasaporte de Extranjero
El pasaporte de extranjero se expide a un extranjero que tiene un permiso de residencia estonio válido o el derecho a residir en Estonia, y si se ha demostrado que el extranjero no tiene un documento de viaje extranjero y no puede obtener uno. El período de validez puede ser de hasta 10 años siempre que no supere el período de validez del permiso de residencia.
El pasaporte tiene 34 páginas y las esquinas de las cubiertas y páginas del pasaporte son redondeadas. Las páginas del pasaporte están numeradas a partir de la cuarta página.

## Solicitud de pasaporte de extranjero
El pasaporte de extranjero se puede solicitar en un portal de autoservicio o fuera de línea en una de las oficinas de Estonia. Para aplicar en línea, necesita:
- tarjeta de permiso de residencia con lector de tarjetas de identificación, identificación móvil o banco por Internet
- tarjeta de permiso de residencia o códigos PIN de identificación móvil
- foto digital que cumpla con los requisitos
- la última versión del software de identificación[3][4]

## Derechos del titular de un pasaporte de extranjero
El titular de un pasaporte extranjero tiene derecho a votar en las elecciones del consejo de gobierno local, tiene derecho a viajar sin visado a los países de la Unión Europea y la Federación Rusa. También se le garantizan todos los demás derechos que se garantizan a las personas que viven legalmente en Estonia: puede recibir los servicios sociales ofrecidos por el estado si es necesario, sus hijos pueden asistir a la escuela y al jardín de infancia en Estonia.

## Página de información de identidad
El pasaporte de Estonia contiene:
- Foto del titular del pasaporte
- Tipo (P para pasaportes ordinarios)
- Código del Estado Emisor (EST)
- Nº de Pasaporte
- Apellido
- Nombre de pila
- Fecha de nacimiento
- Número personal
- Sexo
- Lugar de nacimiento
- Fecha de emisión
- Autoridad
- Fecha de expiración
- Firma del titular

La página de información finaliza con la Zona de Lectura Mecánica.

## Requisitos de visa
La gran mayoría de las naciones que ofrecen entrada sin visa a los ciudadanos estonios (quienes tengan un pasaporte estonio) no permiten la entrada sin visa a los titulares del pasaporte de extranjero estonio, al no ser ciudadanos estonios.
A diferencia de los ciudadanos estonios, los titulares de un pasaporte de extranjero estonio no disfrutan de libertad de circulación dentro de la UE y el espacio Schengen, pero se les permite permanecer en otros países del Área Schengen hasta 90 días por cada 6 meses.
Además, los titulares de un pasaporte de extranjero estonio tampoco pueden trabajar legalmente en otros países de la UE sin permiso de trabajo.
Exención de visa aplicable a personas de ciudadanía no especificada que viven en Estonia que tienen un pasaporte de extranjero y un permiso de residencia de Estonia:
| País                                                                   | Condiciones |
| Aruba                                                                  | hasta 30 días a la vez |
| Bosnia y Herzegovina                                                   | hasta 90 días en medio año |
| Curazao                                                                | hasta 30 días a la vez |
| República Dominicana                                                   | hasta 30 días sobre la base de una tarjeta de turista, si hay una visa válida de los EE. UU., un miembro de la Unión Europea, Canadá o Gran Bretaña                                                                                                 |
| Estados miembros de la UE (excepto Irlanda), Islandia, Noruega y Suiza | hasta 90 días en medio año |
| Georgia                                                                | hasta 90 días en medio año con permiso de residencia de residente de larga duración |
| Municipios del Caribe Neerlandés (Bonaire, Saba, Sint Eustatius)       | hasta 30 días a la vez |
| México                                                                 | hasta 180 días en un año con permiso de residencia de residente de larga duración |
| Montenegro                                                             | hasta 30 días a la vez |
| San Martín                                                             | hasta 30 días a la vez |
| Túnez                                                                  | hasta 90 días durante medio año con fines turísticos bajo las siguientes condiciones: - viaje turístico organizado o tamaño de grupo turístico de al menos 5 personas - enviar una reserva de hotel prepaga, boletos de avión y un pasaporte válido |
| Rusia                                                                  | hasta 90 días en medio año |